# Кокосовая вода
Кокосовая вода — жидкий эндосперм молодых плодов кокосовой пальмы. По мере созревания плода и попадания в эндосперм капель масла, выделяемых копрой, жидкость  густеет и затвердевает.

Кокосовую воду часто путают с кокосовым молоком и кокосовым маслом. Разница между ними заключается в том, что кокосовая вода естественным образом присутствует в кокосах, не достигших зрелости, кокосовое молоко и кокосовое масло — продукты переработки мякоти зрелого кокоса.

## Производство и потребление
Кокосовая вода является популярным напитком в тропических странах, где она доступна в свежем виде, а также в банках или бутылках.
Различаются типично тайские пищевые кокосовые плоды, малайзийские, а также питьевой сорт бразильского кокоса Coco Anão.

Кокосовую воду можно пить непосредственно из кокоса, пробив острым предметом отверстие в плоде (одно из трёх отверстий в кокосе — мягкое, и его можно пробить без особых усилий).

Ферментированная кокосовая вода может быть использована для производства кокосового уксуса и блюд местных кухонь.

## Пищевая ценность
Кокосовая вода содержит 95% воды, 4% углеводов и менее 1% белков и жиров (см. таблицу). Энергетическая ценность составляет 19 килокалорий на 100 миллилитров. Кокосовая вода содержит разнообразные витамины и минералы, но все из них — в незначительных количествах (менее 10% от суточной нормы).

### Коммерциализация
В последние годы кокосовая вода стала продвигаться на рынке в качестве натурального энергетического или спортивного напитка с небольшим содержанием жиров, углеводов и калорий, но значительным содержанием электролитов. Тем не менее, содержание электролитов натрия (Na+), калия (K+), магния (Mg2+) и кальция (Ca2+) в натуральной кокосовой воде незначительны (2-7% от суточной нормы на 100 мл) и не сбалансированы. Кроме того, рекламные утверждения о полезности кокосовой воды не подтверждены научно и запрещены некоторыми регулирующими органами в разных странах. Управление по санитарному надзору за качеством пищевых продуктов и медикаментов США предупредило производителей о том, что реклама о том, что кокосовая вода является «противовирусным средством», «может снизить уровень холестерина», «регулирует уровень глюкозы в крови», а также содержащая другие подобные ложные утверждения, вводит потребителей в заблуждение и является неприемлемой.

Некоторые компании в США, утверждавшие, что кокосовая вода является «супер-увлажняющей», «мега-электролитом» и «полна питательных веществ», столкнулись с коллективными исками по факту ложной рекламы. Истцы также заявили, что одна из компаний (Vita Coco) ложно утверждала, что их продукт содержит «в 15 раз больше электролитов, чем в спортивных напитках» и исказил в рекламе истинные уровни натрия и магния. Компания не признала какие-либо нарушения, но урегулировала иск, выплатив истцам 10 миллионов долларов в апреле 2012 года.

## Медицинское использование
Кокосовая вода изредка используется в качестве изотонического раствора, когда медицинский физиологический раствор недоступен. Идея того, что кокосовая вода аналогична человеческой плазме крови, возникла во время Второй мировой войны, когда британские и японские пациенты получали кокосовую воду внутривенно в ситуации нехватки физиологического раствора. С тех пор этот метод использовался только в краткосрочных чрезвычайных ситуациях в отдалённых местах при отсутствии других средств.

Несмотря на то, что замена физиологического раствора кокосовой водой сегодня не рекомендуется врачами, это было обычной практикой во времена режима красных кхмеров  в Камбодже с 1975-го по 1979 годы. Центр документации Камбоджи расценивает эту практику как преступление против человечества.

Кокосовая вода используется в народной медицине (например, на Ямайке — в качестве средства от диареи).

## Риски при чрезмерном потреблении
Эпизодические источники описывают использование кокосовой воды в Индии для талаикутал — традиционного самоубийства пожилых людей. В этом обычае пожилой человек употребляет чрезмерное количество кокосовой воды, что ведёт к лихорадке и смерти, точные причины которых, однако, не были определены.
Предположительно, чрезмерное потребление кокосовой воды вызывает обилие калия в крови (гиперкалиемия), вызывая острую почечную недостаточность, аритмию сердца, потерю сознания и, в конечном итоге, смерть.
Гиперкалиемия и потеря сознания после употребления нескольких литров кокосовой воды были зарегистрированы только в единственном клиническом исследовании случая в связи с использованием одним пациентом коммерческого продукта после физической нагрузки.